# Сумчатая мышь Годмана
Сумчатая мышь Годмана (лат. Antechinus godmani) — вид из рода сумчатых мышей семейства хищные сумчатые. Эндемик Австралии.

## Научная классификация
Вид был впервые описан в 1923 году Олдфилдом Томасом. Видовое название дано в честь британского натуралиста Фредерика Дьюкейна Годмана (1834—1919). В течение длительного времени считался подвидом жёлтой сумчатой мыши.

## Распространение
Обитает в северо-восточной части австралийского штата Квинсленд на территории плато Атертон на высоте свыше 650 м (до 1200 м). Имеет крайне ограниченный ареал площадью всего около 600 км² (второй самый маленький ареал среди австралийских млекопитающих). Встречается во всех основных типах тропических лесов, среднегодовое количество осадков в которых составляет около 1500 мм.

## Внешний вид
Средний вес взрослой особи — около 75 г. Является одним из наиболее крупных видов в роде сумчатых мышей. Окрас - бледно-коричневый. Хвост практически голый.

## Образ жизни
Ведут наземный образ жизни. Активность приходится на ночь или сумерки. Питаются преимущественно насекомыми и другими мелкими беспозвоночными.

## Размножение
Сумка развита хорошо. Период размножения длится с июля по август. В конце периода размножения все самцы в колонии погибают.